# Sergiu Biriș
Sergiu Biriș este un om de afaceri român.
În timpul facultății, pe care a terminat-o în 2006, Sergiu Biriș avea deja propria afacere, o agenție de web design.
În anul 2007 a înființat Trilulilu, primul site de gen YouTube românesc, care a ajuns în trei luni de la lansare printre primele trei site-uri românești.
În anul 2007, Sergiu Biriș împreună cu Andrei Dunca și Mark Trefgarne au înființat compania de publicitate online LiveRail, care ajută companii precum Major League Baseball, ABC Family, A&E Networks, Gannett și Dailymotion să prezinte reclame mai bune în clipurile video care apar pe site-urile acestora și în aplicații.
LiveRail a avut venituri brute de 60 de milioane de dolari în anul 2013.
În iulie 2014, Facebook a anunțat că va prelua compania LiveRail, într-o tranzacție estimată la 400-500 milioane dolari.